# 上地宏樹
上地 宏樹（かみじ ひろき、1984年5月13日 ‐ ）は、日本棋院中部総本部所属の囲碁棋士。二段。愛知県豊田市出身。
2025年現在は愛知県名古屋市在住。

## 経歴
元々は幼稚園に通う頃から将棋をしていたが、小学3年生の頃、父親が職場の同僚と囲碁を打つようになり、その父親から教わる形で囲碁を始めた。小学5年生の頃に出場した「とよた囲碁まつり」や少年少女囲碁大会の愛知県大会で優勝したことをきっかけに、プロを意識するようになった。なお、上地に囲碁を教えた父親自身の上達も早く、現在はアマチュア六段の腕前である。
なお、上記のとよた囲碁まつりで上地に指導碁を打ったのは奥村靖であるが、上地曰く「奥村先生は優しく、褒めてくれた」と回顧している。
1995年、小学5年生で院生となり、プロ入りを目指した。2001年、中部総本部から自宅へ帰る際に交通事故に遭い、全身打撲の怪我を負った。当時はプロ試験の予選期間中であり、予選への参加継続が危ぶまれたが、同年に中部棋士採用試験で首位となり、2002年に17歳で入段を果たした。
2006年、中部総本部のこども教室の講師に就任した。2025年3月までの約20年間講師を務めたが、その指導方法には定評があり、教え子の中にはプロ棋士となった者もいる。なお、2025年4月以降のこども教室の講師は、上地のアシスタントを務めていた櫻本絢子が担当することとなった。
2013年2月19日に二段となる（勝ち星対象棋戦通算30勝）。

## 中部囲碁塾
2025年4月、中部総本部内に中部囲碁塾を開講し、代表に就任した。開講時間は平日（月曜日以外）は15時半～19時半、土日は13時～17時となっている（来館・帰宅時間は塾生の自由）。
中部地方には囲碁教室や碁会所が点在しているが、「プロ棋士やアマチュアタイトルを目指す」ことを明確に掲げ、プロ棋士がほぼ毎日指導を行う塾の存在は珍しいと思われる。
指導棋士には羽根直樹、小県真樹、中尾準吾、川田晃平、柳澤理志などの中部総本部所属の棋士が名を連ね、「オール中部」で未来の棋士を育てようという姿勢が見て取れる。